# Глухов, Захар Николаевич
Захар Николаевич Глухов (1905 — ?) — украинский советский партийный деятель, 1-й секретарь Марьинского районного комитета КПУ Донецкой области, секретарь Сталинского обкома КП(б)У. Герой Социалистического труда (1958). Депутат Верховного Совета СССР 4-8-го созывов. Член ЦК КПУ в 1956—1966 г.

## Биография
Член ВКП(б) с 1931 года.
В феврале 1939—1940 г. — председатель исполнительного комитета Марьинского районного совета депутатов трудящихся Сталинской области.
В феврале 1940 — октябре 1941 г. — 1-й секретарь Марьинского районного комитета КП(б)У Сталинской области.
В 1941—1943 г. — инструктор Западно-Казахстанского областного комитета КП(б)Казахстана; член оперативной группы 1-й гвардейской армии Юго-Западного фронта; в распоряжении Сталинского областного комитета КП(б)У.
В октябре 1943 — декабре 1950 г. — 1-й секретарь Марьинского районного комитета КП(б)У Сталинской области.
В декабре 1950—1952 г. — секретарь Сталинского областного комитета КП(б)У по вопросам сельского хозяйства.
В октябре 1953—1962 г. — 1-й секретарь Марьинского районного комитета КПУ Сталинской области.
В 1957 году обеспечил в целом по району сверхплановое выполнение производственных заданий по обработке земельных угодий, сбору зерновых и других сельскохозяйственных культур. Указом Президиума Верховного Совета СССР от 26 февраля 1958 года удостоен звания Героя Социалистического Труда за «особые заслуги в развитии сельского хозяйства и достижение высоких показателей по производству зерна, сахарной свёклы, мяса, молока и других продуктов сельского хозяйства и внедрение в производство достижений науки и передового опыта» с вручением ордена Ленина и золотой медали «Серп и Молот» (№ 7904).
Этим же указом званием Героя Социалистического Труда были удостоены директор Марьинской МТС Иван Титович Горелов, председатели колхоза «Червоный прапор» Мефодий Тимофеевич Лукьянец и колхоза «Октябрь» Спиридон Ерофеевич Бешуля.
В 1962—1964 г. — секретарь Марьинского территориального производственного колхозно-совхозного партийного комитета КПУ Донецкой области.
В 1964 — ноябре 1975 г. — 1-й секретарь Марьинского районного комитета КПУ Донецкой области.
С ноября 1975 года — на пенсии.

## Награды
- Герой Социалистического Труда (26.02.1958)
- орден Ленина (26.02.1958)
- Орден Отечественной войны 1 степени (01.02.1945)
- Орден Октябрьской Революции (08.04.1971)
- Орден Трудового Красного Знамени — трижды (23.01.1948; 22.03.1966; 08.12.1972)
- Медаль «За трудовую доблесть» (25.12.1959)

## Ссылка
- Глухов Захар Николаевич. Сайт «Герои страны».
- (недоступная ссылка)